# Sydney Howard Smith
Sydney Howard Smith (3 de febrero de 1872 - 27 de marzo de 1947) fue un jugador británico de tenis y bádminton.

## Carrera
Sydney Smith fue el primer campeón individual masculino del All England Badminton Championships en 1900. Alcanzó su primera final individual en Wimbledon en 1899, derrotando a Herbert Roper Barrett en una épica semifinal a cinco sets antes de perder la final ante Arthur Gore en cuatro sets. En 1900, Smith venció a Gore en la final de aspirantes de Wimbledon, antes de perder en el desafío final ante Reginald Doherty en cuatro sets. En 1905, Smith derrotó a Holcombe Ward, Wilberforce Eaves, William Larned y Major Ritchie antes de perder la final de aspirantes en cinco sets ante Norman Brookes. Smith y su compañero Frank Riseley ganaron el título de dobles masculino en Wimbledon en 1902 y 1906. También fue miembro del equipo británico de la Copa Davis en 1905 y 1906.
Otros momentos destacados de su carrera incluyen ganar el título individual de los Campeonatos de Gales diez veces (1896-1906), los Campeonatos de las Midlands en Edgbaston nueve veces (1896-1898, 1900-1905), el título individual de los Campeonatos del Norte siete veces consecutivas (1899-1905) y los Campeonatos de Sussex seis veces (1899-1902, 1904-1905), así como el Abierto de Burton-on-Trent tres veces (1897-1899).
El Trofeo de Dobles Mixtos, una copa de plata presentada a los ganadores del dobles mixtos en Wimbledon, fue donado al All England Club por la familia de Smith.

## Finales de Grand Slam

### Individuales: 1 subcampeonato
| Resultado | Año  | Campeonato | Superficie | Oponente         | Resultado          | Ref.  |
| --------- | ---- | ---------- | ---------- | ---------------- | ------------------ | ----- |
| Pérdida   | 1900 | Wimbledon  | Césped     | Reginald Doherty | 8–6, 3–6, 1–6, 2–6 | [ 4 ] |

### Dobles: 5 (2 títulos, 3 subcampeonatos)
| Resultado | Año  | Campeonato | Superficie | Compañero     | Oponentes                         | Resultado                | Ref.  |
| --------- | ---- | ---------- | ---------- | ------------- | --------------------------------- | ------------------------ | ----- |
| Victoria  | 1902 | Wimbledon  | Césped     | Frank Riseley | Reginald Doherty Laurence Doherty | 4–6, 8–6, 6–3, 4–6, 11–9 | [ 5 ] |
| Pérdida   | 1903 | Wimbledon  | Césped     | Frank Riseley | Reginald Doherty Laurence Doherty | 4–6, 4–6, 4–6            | [ 5 ] |
| Pérdida   | 1904 | Wimbledon  | Césped     | Frank Riseley | Reginald Doherty Laurence Doherty | 1–6, 2–6, 4–6            | [ 5 ] |
| Pérdida   | 1905 | Wimbledon  | Césped     | Frank Riseley | Reginald Doherty Laurence Doherty | 2–6, 4–6, 8–6, 3–6       | [ 5 ] |
| Victoria  | 1906 | Wimbledon  | Césped     | Frank Riseley | Reginald Doherty Laurence Doherty | 6–8, 6–4, 5–7, 6–3, 6–3  | [ 5 ] |